# Тираспольская площадь
Тира́спольская площадь — элемент городской инфраструктуры Одессы. Расположена в историческом центре города, у пересечения улиц Преображенской, Жуковского, Тираспольской и Нежинской.

## История
Долгое время площадь не имела официального названия. Так, в 1825 году это место указывается как «Треугольная площадь за полицией» (полиция находилась на улице Преображенской, между улицами Бунина и Жуковского), в 1849 году — «площадь напротив полиции», а в 1864 году — «площадь, где возведены городские весы».
14 января 1867 площадь получила современное название.
С установлением советской власти название площади было изменено в память Первой русской революции — «1905 года».
В 1941 году, в начале румынской оккупации, площади было возвращено прежнее название — Тираспольская, с таким названием площадь существовала до 1955 года, когда её снова назвали «1905 года».
20 октября 1990 года площади возвращено историческое название — «Тираспольская площадь».

## Достопримечательности
Бывший дворец князя Луки Калио (1834 год, архитектор Г. Торичелли)